# James Hepburn, 4. jarl af Bothwell
James Hepburn (ca. 1536 – 14. april 1578) var en skotsk adelsmand, kendt i Danmark som Jarlen af Bothwell, der endte sit liv som statsfange i Danmark. Han formodes at være gerningsmand til det voldsomme mord på Marie Stuarts mand lord Darnley i 1567. Han blev derefter gift med hende, hvilket dog vakte så megen oprørelse, at hun måtte abdicere fra Skotlands trone. James Hepburn flygtede til Norge, hvor han blev arresteret for brud på et ægteskabsløfte til en norsk adelsdame, Anna Rustung. Fra 1567 var Hepburn statsfange i Danmark bl.a. på Malmøhus, men det meste af tiden på Dragsholm, hvor han sad fængslet fra 1573 til sin død i 1578. Han blev bisat i Fårevejle Kirke, hvor et mumificeret lig siden 1858 antages for hans.
I maj 2006 blev der uenighed om jarlens endelige hvilested. I Skotland ønskede en af hans efterkommere at få jarlen tilbage til hans fødeland. Der var dog ingen i Danmark, som mente at det var en god idé. Jarlen af Bothwell opfattes både som en del af egnens og af Danmarks kultur og historie. Jarlen af Bothwell siges at hjemsøge Dragsholm slot. Han anses for værende Danmarks mest berømte spøgelse. Endnu hviler han dog i Fårevejle Kirke[kilde mangler].
Kisten havde tidligere glaslåg så man kunne se mumien, nu er kistelåget af træ. En analyse viste ved samme lejlighed, at hovedet og kroppen nok tilhører to forskellige mænd. 